# Галицький революційний комітет
Га́лицький революці́йний коміте́т (Галревком) — тимчасовий вищий орган радянської влади на території Східної Галичини, яка була під контролем військових частин Червоної армії під час польсько-радянської війни 1920 року.

## Історія
Галревком сформовано 8 липня 1920 року в Києві. Його головою був Володимир Затонський.
Декларація Галревкому 15 липня 1920 року проголошувала створення так званої Галицької Соціалістичної Радянської Республіки (ГСРР).
Наприкінці липня 1920 року Червона армія вступила на територію Галичини. 1 серпня 1920 року штаб-квартиру розмістили в Тернополі. Того ж дня Галревком ухвалив декрет «Про встановлення радянської влади в Галичині».
Галревком намагався наприкінці серпня 1920 року провести вибори постійних органів радянської влади та скликати загальногалицький з'їзд Рад. Проте 15 вересня 1920 року у зв'язку з відступом Червоної армії з території Західної України під тиском контнаступу польського війська Галревком покинув Тернопіль. А 21 вересня 1920 року Галицька Соціалістична Радянська Республіка припинила існування.
Восени 1920 року було створено Галицьке бюро при ЦК КП(б)У. Проте після підписання Ризького мирного договору 1921 року бюро ліквідували.

## Члени комітету
Серед перших членів Комітету були: Володимир Затонський (голова), Михайло Баран, Федір Конар (Палащук), Михайло Левицький, Казимир Литвинович (поляк), Іван Немоловський.
Уже у Тернополі до складу Галревкому були введені: Мирослав Гаврилів (комісар освіти), Михайло Козоріс (комісар судових справ), Омелян Паліїв (комісар військових справ), Іван Сіяк (секретар ради комісарів) та ін.
У комісаріатах були задіяні: Володимир Брикович, Іполит Брилінський, Федір Бей (Орловський), Никифор Гірняк, Лонгин Горбачевський. Петро Кабарівський, Микола Капуста, Іван Коп'яківський, Василь Олійник, Никифор Онищук, Роман Слюзар, інші. Федір Замора очолював Тернопільський повітовий ревком, Осип Устиянович — Заліщицький.

## Всегалицьке видавництво
Мистецька рада при Галревкомі відповідала за пропагандистську роботу. На початку вересня 1920 р. її було реорганізовано у «Всегалицьке видавництво». Очолював установу Іван Кулик. Тут працювали письменники Андрій Баб'юк (Мирослав Ірчан), Олександр Скрипаль-Міщенко (Олесь Досвітній), Володимир Гадзінський, художник Яків Струхманчук (завідував секцією образотворчого мистецтва) і майбутній заслужений артист УРСР Євген Коханенко (завідував театральною секцією).
Усі члени Галревкому і більшість його співробітників були репресовані у 1930-их роках.